# Соматика
Сомати́ка (дав.-гр. Σωματικóς, латиніз. somatikós, дос. «тіло») — це частина медицини, яка займається лікуванням фізичних захворювань, на відміну від психіатрії, яка охоплює психічні захворювання та їх клінічне лікування. Утворений прикметник відповідно означає: стосовний тіла людини. Аналогічно, соматична лікарня — це лікарня, яка приймає пацієнтів з «тілесними» (соматичними) захворюваннями; на відміну від психіатричних лікарень.

## Практика
У деяких європейських країн соматичними вважаються всі тілесні процедури, що проводяться в лікарні. Це пов'язано з тим, що більше тілесних методів лікування належать до практичного сектору, а не до соматичного. Фізичні методи лікування в практичному секторі включають послуги лікарів загальної практики, спеціалістів, мануальних терапевтів, фізіотерапевтів, ерготерапевтів, ортопедів і стоматологів.
Соматична нервова система контролює довільні рухи та надсилає сенсорну інформацію до мозку. Соматичні нервові шляхи поділяються на еферентні (рухові) та аферентні (чутливі). Еферентні шляхи іноді називають пірамідними через пірамідні клітини в руховій зоні кори головного мозку, яка називається прецентральною звивиною, що лежить перед центральною борозною.

## Інші значення
- Також він посилається на частину нервової системи, яка управляє рухом, відчуттями та пропріоцепцією (див. Соматична нервова система).
- Цей термін використовується для будь-якої клітини або тканини за межами зародкових клітин (див. соматична клітина).
- Відносно геному, термін «соматичний» посилається на рідний, не змінений генетичний матеріал.